# Charadrius thoracicus
El chorlitejo malgache (Charadrius thoracicus) es una especie ave limícola de la familia Charadriidae endémica de Madagascar. Es el chorlito más pequeño del mundo, mide 14 cm de longitud y pesa 25 gramos. Habita en manglares, playas arenosas, marismas intermareales y lagunas salinas costeras.